# Wilder (Idaho)
Wilder è un comune degli Stati Uniti d'America, situato nello stato dell'Idaho, nella contea di Canyon.

## Etimologia e Storia
L'insediamento originale sorse all'inizio del XX secolo, quando, durante lo sviluppo della città di Boise, le terre fertili e ben irrigate della zona attirarono i coloni.
La fertilità della terra e il progetto, poi non concretizzatosi, della realizzazione della linea ferroviaria San Francisco - Butte (Montana) furono un importante incentivo per la crescita dell'insediamento che vide la nascita di scuole ed empori.
Secondo la tradizione locale la città assunse il nome di Wilder in onore dell'editore Marshall P. Wilder.